# Thomas Bjørn
Thomas Bjørn (* 18. Februar 1971 in Silkeborg) ist ein Profigolfer aus Dänemark, der seit 1996 die europäische PGA European Tour bespielt.

## Karriere
Bjørn, von seinen Kollegen auch „Major Tom“ genannt, hat bislang fünfzehn Siege auf der Tour zu Buche stehen, zuvor hatte er vier Turniere auf der zweitgereihten Challenge Tour gewinnen können. Sein bislang bestes Jahr war 2000, mit dem 5. Platz in der Geldrangliste European Tour Order of Merit. Im Jahre 2003 verspielte er beim wohl bedeutendsten Turnier, der Open Championship, den schon sicher scheinenden Sieg mit einer Serie von missglückten Bunkerschlägen und musste sich am Ende mit Rang zwei begnügen.
Im prestigeträchtigen Ryder Cup spielte Thomas Bjørn 1997, 2002 und 2014 für die jedes Mal siegreiche europäische Mannschaft, bei den Siegen 2004 und 2012 begleitete er sie als Vizekapitän, im Jahr 2018 war er Kapitän der siegreichen Europäer.
2001 wurde er zu Dänemarks Sportler des Jahres gewählt.

## European Tour Siege
- 1996 Loch Lomond World Invitational
- 1998 Peugeot Open de España, Heineken Classic
- 1999 The Sarazen World Open
- 2000 BMW International Open
- 2001 Dubai Desert Classic
- 2002 BMW International Open
- 2005 Daily Telegraph Dunlop Masters
- 2006 Nissan Irish Open
- 2010 Estoril Open de Portugal
- 2011 Qatar Masters, Johnnie Walker Championship at Gleneagles, Omega European Masters
- 2013 Omega European Masters
- 2014 Nedbank Golf Challenge (fand im Dezember 2013 statt, zählt aber zur Saison 2014) (auch Sunshine Tour 2013)

## Andere Turniersiege
- 1995 Coca-Cola Open, Interlaken Open, Himmerland Open, C*Esbjerg Danish Closed, (alle Challenge Tour)
- 1999 Dunlop Phoenix Tournament (Japan Golf Tour)
- 2003 Dunlop Phoenix Tournament (Japan Golf Tour)

## Resultate bei Major Championships
| Tournament        | 1996 | 1997 | 1998 | 1999 | 2000 | 2001 | 2002 | 2003 | 2004 | 2005 | 2006 | 2007 | 2008 | 2009 | 2010 |
| ----------------- | ---- | ---- | ---- | ---- | ---- | ---- | ---- | ---- | ---- | ---- | ---- | ---- | ---- | ---- | ---- |
| Masters           | DNP  | DNP  | DNP  | CUT  | T28  | CUT  | T18  | DNP  | CUT  | T25  | T32  | CUT  | DNP  | DNP  | DNP  |
| US Open           | DNP  | T68  | T25  | CUT  | T46  | T22  | T37  | CUT  | CUT  | T52  | T48  | CUT  | DNP  | DNP  | DNP  |
| Open Championship | CUT  | CUT  | T9   | T30  | T2   | CUT  | T8   | T2   | CUT  | CUT  | T41  | T53  | DNP  | DNP  | CUT  |
| PGA Championship  | DNP  | T45  | CUT  | T70  | 3    | T63  | CUT  | CUT  | DNP  | T2   | CUT  | T62  | DNP  | DNP  | DNP  |

| Tournament        | 2011 | 2012 | 2013 | 2014 | 2015 | 2016 | 2017 |
| ----------------- | ---- | ---- | ---- | ---- | ---- | ---- | ---- |
| Masters           | DNP  | T37  | T46  | T8   | CUT  | DNP  | DNP  |
| US Open           | DNP  | CUT  | DNP  | DNP  | DNP  | DNP  | DNP  |
| Open Championship | 4    | T54  | T73  | T26  | CUT  | DNP  | DNP  |
| PGA Championship  | CUT  | T48  | CUT  | CUT  | T48  | DNP  | CUT  |

DNP = nicht teilgenommen

CUT = Cut nicht geschafft

„T“ geteilte Platzierung

Grüner Hintergrund für Siege

Gelber Hintergrund für Top 10

## Teilnahmen in bedeutenden Mannschaftswettbewerben
- Ryder Cup (für Europa): 1997 (Sieger), 2002 (Sieger), 2004 (Sieger, als non-playing Vizekapitän), 2012 (Sieger, als non-playing Vizekapitän), 2014 (Sieger), 2018 (Sieger, als non-playing captain)
- World Cup (für Dänemark): 1996, 1997, 2001, 2013
- Seve Trophy (für Kontinentaleuropa): 2000 (Sieger), 2002, 2003, 2005, 2007, 2009 (als non-playing captain), 2011, 2013 (Sieger)
- Royal Trophy (für Europa): 2006 (Sieger)
- EurAsia Cup (für Europa): 2014 (remis), 2018 (Sieger, als non-playing captain)